# Batedores de Chitral
Os Batedores de Chitral (em inglês:  Chitral Scouts, CS) (em urdu:  چترال سکاوٹس), também conhecido como Chitral Levies, originalmente criados em 1903 como a milícia do Estado principesco de Chitral, agora faz parte do Corpo de Fronteira Khyber Pakhtunkhwa (Norte) do Paquistão. Eles são recrutados principalmente nas áreas dos vales Chitral e Kalash, ao longo das fronteiras ocidentais, e são liderados por oficiais do Exército do Paquistão. O Corpo de Fronteira de Khyber Pakhtunkhwa (Norte) está sob o controle do Ministério do Interior. Seu quartel-general fica na cidade de Chitral e é comandado por um coronel do exército paquistanês.
O regimento teve um orçamento para 2020/21 de Rs. 1,7 bilhão, e é composto por sete alas do tamanho de um batalhão, cada uma chefiada por oficiais do exército com patente de tenente-coronel ou major. A sua função é manter a guarda das fronteiras ocidentais do Paquistão em tempos de paz e ajudar a administração civil a manter a lei e a ordem no distrito de Chitral.

## História
Os Escoteiros de Chitral foram criados em 1903 no estado principesco de Chitral por iniciativa do vice-rei da Índia, Lord Curzon de Kedleston . A palavra Escoteiros significava que a força era um paramilitar permanente, não fazia parte do Exército Indiano Britânico, e estava sob o comando de um Chefe de Chitral, mas com um oficial adido britânico. O objetivo da força era fornecer soldados para a defesa da Fronteira Noroeste da Índia em caso de invasão. O corpo tinha uma força inicial de 1.200 homens e tinha como objetivo recrutar os escaladores treinados de Chitral, ou seja, montanhistas experientes. Eles receberam rifles Martini-Henry e Snider-Enfield, dez cartuchos por rifle por Scout era a primeira linha de munição . Os salários e subsídios dos Escoteiros foram divididos entre o Agente Político e o Mehtar de Chitral Shuja ul-Mulk, que também foi empossado como Comandante Honorário .
Ao se formar, o grupo inicial de escoteiros, a maioria do Alto Chitral, recebeu um treinamento extensivo em exercícios, para o qual foram emprestados instrutores da unidade regular do Exército Britânico estacionada em Chitral. O tiro era a principal emoção dos recrutas, o ar era informal, com o polo sendo uma grande atração à noite, quando os batedores mostravam suas proezas.

## Terceira Guerra do Afeganistão (1919)
A guerra em si não estava focada no setor de Chitral, no entanto, o Afeganistão tinha muito mais chances de sucesso em Chitral do que em qualquer outro lugar. O Afeganistão manteve sua palavra durante a Grande Guerra de 1914-1918, mas então a cadeia de eventos dentro do Afeganistão exigiu o lançamento de uma Jihad por Cabul, o que foi feito no verão de 1919 com grande destreza e obteve resultados impressionantes no setor do Waziristão . O emir Amanullah rompeu relações com a Índia Britânica porque esta demorou a aceitar sua realeza e, mais ainda, politicamente para ter apoio público. O Mehtar de Chitral também recebeu um desses firman de Ammanullah em 8 de maio de 1919. Entretanto, Shuja ul-Mulk rejeitou a oferta e manteve sua parte do pacto com os britânicos intacta. Consequentemente, Chitral se preparou para um ataque.
O movimento inicial no Afeganistão começou em 12 de maio. Eles capturaram Arandu e logo os batedores posicionados em Galapach foram sobrepujados por uma força de 600 afegãos. Os batedores recuaram para Mirkhani e os afegãos certamente estavam avançando com o objetivo de capturar Mirkhani e fechar o Passo de Lawari.

### Confronto em Mirkhani
Em 14 de maio de 1919, o Major N.F. Reilly, junto com duas companhias de batedores de Chitral, chegaram a Mirkhani vindos de Drosh. Os batedores em retirada também foram aproveitados e, juntas, essas três companhias lutaram corajosamente na posição de Galapach e a reocuparam. A força afegã em Arandu foi estimada em mais de 600 homens, apoiados por quatro peças de artilharia e um grande lashkar tribal.

### Batalha de Birkot
Quase toda a guarnição britânica em Chitral estava presente na Batalha de Birkot, uma pequena cidade na província afegã de Asmar, onde a maior parte dos afegãos estava concentrada. A batalha começou em 23 de maio às 07:00 horas, quando os batedores de Chitral realizaram o avanço e por volta das 14:00 horas os afegãos começaram a recuar de Arandu. Após a ação, os afegãos começaram a se reforçar, então a administração política em Chitral decidiu sabiamente recuar para suas próprias áreas.
Em 3 de junho de 1919, o armistício foi assinado entre a Índia Britânica e o governo afegão. No entanto, a situação em Chitral continuou precária, com o general afegão Wakil Khan planejando se mover para Chitral. A situação em Chitral começou a voltar ao normal após a assinatura do Tratado de Rawalpindi, em 8 de agosto de 1919, encerrando assim o conflito do qual os Batedores de Chitral emergiram como vencedores.

### Ordens, prêmios e condecorações
Três batedores foram agraciados com prêmios póstumos, incluindo a Ordem do Mérito Indiano, um com a Cruz Militar, um com a Ordem de Serviços Distintos e dois com a Medalha de Serviço Distinto Indiano e o título de Khan Sahib. Ao contrário da Milícia do Waziristão do Norte e da Milícia do Waziristão do Sul, juntamente com os Fuzileiros de Khyber, onde ocorreram deserções em massa, não houve sequer um desertor entre as fileiras dos Batedores de Chitral. Em reconhecimento à sua lealdade, Shuja ul-Mulk foi nomeado cavaleiro, recebeu o título de Sua Alteza, e o direito de receber uma salva de 11 tiros.

## Batedores do Estado de Chitral 1942-1956
Em 1942, os últimos soldados britânicos deixaram Chitral, pois eram necessários em lugares mais importantes devido às mudanças na sorte durante a Segunda Grande Guerra. No mesmo ano, a nomenclatura dos Batedores de Chitral foi alterada para Batedores do Estado de Chitral e foi colocada sob o controle administrativo do Corpo de Fronteira.

## Guerra Indo-Paquistanesa de 1947
Na época da Guerra Indo-Paquistanesa de 1947, os Batedores de Chitral ainda eram uma força sob o controle do governante de Chitral. Com os Batedores de Gilgit, os Batedores de Chitral desempenharam um papel de liderança no conflito e tomaram o território do Baltistão para o Paquistão.
O plano de 3 de junho de 1947 não deixou outra opção aos Estados principescos a não ser escolher entre a Índia ou o Paquistão. Mehtar Muzaffar ul-Mulk tinha boas relações com Quaid-e-Azam e assim Chitral aderiu ao Paquistão em agosto de 1947.
A tensão sobre a Caxemira já havia aumentado e Muzaffar-ul-Mulk declarou jihad pela libertação da Caxemira e enviou seus guarda-costas para lutar ao lado dos Batedores de Chitral, sob o comando de Mata ul-Mulk. O Coronel Mata chegou a Skardu através das planícies de Deosai, adotando e contornando a Passagem Tsari, controlada pelos indianos, e assim descendo sobre a cidade de Skardu e sitiando-a. Em 19 de junho, o comandante sitiado, Tenente-Coronel Sher Jung Thapa, enviou seu emissário com uma bandeira branca ao Coronel Mata, aceitando os termos de rendição sob as Convenções de Genebra.

## Batedores de Chitral 1956
Em 1956, os Batedores do Estado de Chitral foram revertidos para a identidade de Batedores de Chitral, porque o Paquistão se tornou uma república e do status de domínio e todos os Estados principescos foram amalgamados em Uma Unidade.

## Guerra de Kargil
Os Batedores de Chitral também prestaram serviço na Guerra de Kargil, de maio a julho de 1999. Para a operação de Kargil, o exército paquistanês enviou forças exclusivamente da Infantaria Ligeira do Norte. Estes incluíam os batalhões 5, 6, 8 e 12 do NLI em força total e elementos do 3, 4, 7 e 11 do NLI com os batedores de Chitral e Bajaur empregados para apoio logístico.

## Missão
Os Batedores de Chitral servem como a primeira linha de defesa, pois a força é responsável pelo patrulhamento da porção de Chitral da fronteira Afeganistão-Paquistão, que corta os distritos de Chitral Inferior e Chitral Superior no lado paquistanês, enquanto as províncias do Nuristão e Badakshan no lado afegão. Os batedores também patrulham o estratégico Corredor de Wakhan, que é uma junção tripla entre Afeganistão, Paquistão e Tajiquistão. Além disso, os Batedores de Chitral fornecem segurança às principais instalações localizadas na região de Chitral, como a Represa Golen Gol, a Passagem Shandur e o Túnel Loweri. A força desempenha um papel fundamental na defesa de vários projetos do CPEC. Desde a invasão do Afeganistão pelos EUA em 2001, os Batedores de Chitral têm desempenhado um papel de linha de frente contra o terrorismo. A força também auxilia as agências policiais locais na manutenção da lei e da ordem em toda a região.
- Patrulhamento de Fronteira .
- Auxiliar o Exército/FCNA na defesa do país quando necessário.
- Proteger importantes centros e rotas de comunicação.
- Realizar operações de combate à militância/criminalidade/terrorismo mediante ordens.
- Auxiliar as agências de segurança pública na manutenção da lei e da ordem.
- Proteger locais e ativos importantes

Em tempos de crise extraordinária da lei e da ordem, o governo ocasionalmente concede poder aos Batedores de Chitral para prender e deter criminosos.

## Unidades
- Ala do Quartel-General
- 141ª Ala[19] :306
- 142ª Ala[19] :306
- 143ª Ala[20] :142
- 144ª Ala[21]
- 145ª Ala[22] :516
- 146ª Ala[21]
- 166ª Ala[23]